# Slipstream (Bonnie Raitt)
Slipstream is het zestiende studioalbum van Bonnie Raitt, dat uitkwam in april 2012. Twee nummers van het album werden als single uitgebracht, "Right Down The Line" en "Used to Rule The World". Tijdens de uitreiking van de Grammy Awards van 2013 won het album de prijs voor beste Americana-album.

## Tracklist
1. Used to Rule the World (Randall Bramblett) - 4:17
2. Right Down the Line (Gerry Rafferty) - 5:29
3. Million Miles (Bob Dylan) - 6:26
4. You Can't Fail Me Now (Loudon Wainwright III, Joseph Lee Henry) - 4:18
5. Down to You (George Marinelli, tekst Raitt, Bramblett) - 3:59
6. Take My Love with You (Gordon Kennedy, Wayne Kirkpatrick, Kelly Price) - 4:24
7. Not Cause I Wanted To (Al Anderson, Bonnie Bishop) - 3:37
8. Ain't Gonna Let You Go (Anderson, Bonnie Bramlett) - 5:59
9. Marriage Made in Hollywood (Paul Brady, Michael O'Keefe) - 4:55
10. Split Decision (Anderson, Gary Nicholson) - 4:35
11. Standing in the Doorway (Bob Dylan) - 5:24
12. God Only Knows (Henry) - 4:26

## Muzikanten
- Bonnie Raitt - zang (1-12), slidegitaar (1-3, 5, 8, 10, 11), akoestische gitaar (3), beatring (10)
- Mike Finnigan - Hammond B3 (1, 2, 6-10), achtergrondzang (1), clavinet (2), piano (5), orgel (5), Wurlitzer (6, 8, 9)
- George Marinelli - elektrische gitaar (1, 2, 5-7, 9), tweede stem (2, 5), akoestische gitaar (6, 9), achtergrondzang (6), shakers (8), mandoline (9)
- Johnny Lee Schell - elektrische gitaar (1)
- James Hutchinson- basgitaar (1, 2, 5, 6, 8-10), contrabas (7)
- Ricky Fataar - drums (1, 2, 5, 6, 8-10), timbales (2), beatring (9, 10)
- Luis Conte - percussie (1, 2, 6)
- Maia Sharp - achtergrondzang (2, 6, 9), tweede stem (7)
- Bill Frisell - elektrische gitaar (3, 4, 11)
- Greg Leisz - akoestische gitaar (3, 4), pedalsteelgitaar (11)
- Patrick Warren - piano (3, 11, 12), Wurlitzer (4), harmonium (7), keyboard (11, 12)
- David Piltch - contrabas (3, 4, 11)
- Jay Bellerose - drums (3, 4, 11)
- Al Anderson - akoestische gitaar (6-8), sologitaar (7), tweede stem (10), elektrische gitaar (10)
- Jeff Young - achtergrondzang (6)
- Paul Brady - tweede stem (9)